# U-17-Fußball-Südamerikameisterschaft der Frauen
Die U-17-Fußball-Südamerikameisterschaft der Frauen (spanisch Sudamericano Femenino Sub-17) ist ein Fußballwettbewerb zwischen den Nationalmannschaften Südamerikas für Fußballspielerinnen unter 17 Jahren. Organisiert wird das Turnier vom südamerikanischen Fußballverband CONMEBOL (Confederación Sudamericana de Fútbol). Das Turnier wird seit 2008 in der Regel alle zwei Jahre ausgetragen und dient auch als Qualifikation für die U-17-Weltmeisterschaft.
Amtierender Titelträger und Rekordsieger ist Brasilien, das beim Turnier 2024 in Paraguay den Titel gewann. Neben Brasilien konnten auch Venezuela (zweimal) und Kolumbien (einmal) bereits das Turnier gewinnen.

## Die Turniere im Überblick
| Jahr         | Gastgeber   | Finale                                  | Finale                                  | Finale                                  | Spiel um Platz 3                        | Spiel um Platz 3                        | Spiel um Platz 3                        |
| Jahr         | Gastgeber   | Sieger                                  | Ergebnis                                | 2. Platz                                | 3. Platz                                | Ergebnis                                | 4. Platz                                |
| ------------ | ----------- | --------------------------------------- | --------------------------------------- | --------------------------------------- | --------------------------------------- | --------------------------------------- | --------------------------------------- |
| 2008 Details | Chile       | Kolumbien                               | (Ligasystem)                            | Brasilien                               | Paraguay                                | (Ligasystem)                            | Argentinien                             |
| 2010 Details | Brasilien   | Brasilien                               | 7:0                                     | Chile                                   | Venezuela                               | 1:0                                     | Paraguay                                |
| 2012 Details | Bolivien    | Brasilien                               | (Ligasystem)                            | Uruguay                                 | Kolumbien                               | (Ligasystem)                            | Argentinien                             |
| 2013 Details | Paraguay    | Venezuela                               | (Ligasystem)                            | Kolumbien                               | Paraguay                                | (Ligasystem)                            | Chile                                   |
| 2016 Details | Venezuela   | Venezuela                               | (Ligasystem)                            | Brasilien                               | Paraguay                                | (Ligasystem)                            | Kolumbien                               |
| 2018 Details | Argentinien | Brasilien                               | (Ligasystem)                            | Kolumbien                               | Uruguay                                 | (Ligasystem)                            | Venezuela                               |
| 2020 Details | Uruguay     | aufgrund der COVID-19-Pandemie abgesagt | aufgrund der COVID-19-Pandemie abgesagt | aufgrund der COVID-19-Pandemie abgesagt | aufgrund der COVID-19-Pandemie abgesagt | aufgrund der COVID-19-Pandemie abgesagt | aufgrund der COVID-19-Pandemie abgesagt |
| 2022 Details | Uruguay     | Brasilien                               | (Ligasystem)                            | Kolumbien                               | Chile                                   | (Ligasystem)                            | Paraguay                                |
| 2024 Details | Paraguay    | Brasilien                               | (Ligasystem)                            | Kolumbien                               | Ecuador                                 | (Ligasystem)                            | Paraguay                                |

### Rangliste
| Rang | Land        | Sieger | 2. | 3. | 4. |
| ---- | ----------- | ------ | -- | -- | -- |
| 1    | Brasilien   | 5      | 2  | 0  | 0  |
| 2    | Venezuela   | 2      | 0  | 1  | 1  |
| 3    | Kolumbien   | 1      | 4  | 1  | 1  |
| 4    | Chile       | 0      | 1  | 1  | 1  |
| 5    | Uruguay     | 0      | 1  | 1  | 0  |
| 6    | Paraguay    | 0      | 0  | 3  | 3  |
| 7    | Ecuador     | 0      | 0  | 1  | 0  |
| 8    | Argentinien | 0      | 0  | 0  | 2  |

## Abschneiden bei derU-17-Weltmeisterschaft
| Weltmeisterschaft | 2008 | 2010 | 2012 | 2014 | 2016 | 2018 | 2022 | 2024 |
| ----------------- | ---- | ---- | ---- | ---- | ---- | ---- | ---- | ---- |
| Brasilien         | VR   | VF   | VF   |      | VR   | VR   | VF   | Q    |
| Chile             |      | VR   |      |      |      |      | VR   |      |
| Kolumbien         | VR   |      | VR   | VR   |      | VR   | F    | Q    |
| Ecuador           |      |      |      |      |      |      |      | Q    |
| Paraguay          | VR   |      |      | VR   | VR   |      |      |      |
| Uruguay           |      |      | VR   |      |      | VR   |      |      |
| Venezuela         |      | VR   |      | HF   | HF   |      |      |      |

(Legende: F=Finale, HF=Halbfinale, VF=Viertelfinale, VR=Vorrunde, Q=Qualifiziert)